# الطلحة (خولان)

تعديل مصدري - تعديل

الطلحة هي إحدى قرى عزلة الاعروش بمديرية خولان التابعة لمحافظة صنعاء، بلغ تعداد سكانها 428 نسمة حسب تعداد اليمن لعام 2004.